# Đuro Rajković
Đuro Rajković (Vrbas, 23. veljače 1937. – Petrovaradin, 10. prosinca 2012.) bio je pijanist i glazbeni pedagog iz Novog Sada, odnosno Petrovaradina.
Zakonski je nasljednik prava Stanislava Prepreka.

## Životopis
Rodio se u Vrbasu 1937. godine, a preminuo u Petrovaradinu početkom prosinca 2012. godine.
Kod novosadske pijanistice Milice Moč učio je svirati klavir. Studirao je na beogradskoj Muzičkoj akademiji u klasi prof. Ćirila Ličara, te poslije kod prof. Jelice Popović. Diplomirao je 1964. godine.
Radio je u Novom Sadu u Muzičkoj školi "Isidor Bajić" gdje je predavao klavir od 1962. do 1975. godine. Od sljedeće je godine sve do 2000. prešao na Akademiju umjetnosti u Novom Sadu gdje je radio kao umjetnički suradnik - korepetitor.
Te godine kad je prestao raditi u školi Isidor Bajić utemeljio je klavirski duo s novosadskim pijanistom Gyulom Gálom. Duo je djelovao jedno desetljeće i to uspješno. Svirao je kao solist i koncertni pratitelj i s inim tuzemnim i inozemnim umjetnicima diljem Vojvodine i ondašnje Jugoslavije.
Za RTV Novi Sad snimio je solistička i komorna glazbena djela od 19776. do danas.
Piše književno-povijesna, znanstvena i filozofska djela na temu Hrvata u Vojvodini. Posljednji je učenik i pomagač, prepisivač i suradnik glazbenog velikana Stanislava Prepreka.

S Preprekom surađuje još dok je bio članom petrovaradinske knjižnice "Vladimir Nazor" koja je, dok je Preprek 19 godina radio u njoj, bila žarištem kulturnog života Petrovaradina. Rajković i Preprek surađivali su na kulturnom, glazbenom te drugim poljima.
2007. je otkrio postojanje himne posvećene banu Jelačiću. Djelo je napisao Đuro Arnold, a glazbu je 1922. skladao Stanislav Preprek prigodom osnivanja Omladinskog društva Jelačić u Petrovaradinu (prethodnik današnje HKPD Stanislav Preprek iz Petrovaradina). Djelo je bilo preko 80 godina stajalo skriveno među crkvenim skladbama. Zbirku je Rajkoviću podarila orguljašica-zborovoditeljica novosadske konkatedrale Anica Nevolić, a onda ju je Rajković otkrio.
Od 1985. do 2011. bio je orguljašem u petrovaradinskoj crkvi Uzvišenja Sv. Križa.
Surađivao je sa subotičkim komornim zborom Collegium musicum catholicum, i njegovim dirigentom Miroslavom Stantićem, kojem je predao većinu kopija Preprekovih skladbi. Ovaj je zbor na poticaj Đure Rajkovića praizveo kantatu Uskrsnuće, nastalu 1934. godine za sole, zbor i orgulje, a neke Preprekove skladbe uvrstio u svoj repertoar.
Kao glazbeni spisatelj, pisao je priloge u ovim listovima:
- zagrebačkim listovima Sveta Cecilija, Marulić, Vjesnik, Zov Srijema
- novosadskim listovima Dnevnik, Misao, Pozorište
- beogradskoj tiskovini listu Pro musica
- subotičkim tiskovinama Glas ravnice, Klasje naših ravni, Zvonik

Priredio je u Godišnjaku za znanstvena istraživanja Zavoda za kulturu vojvođanskih Hrvata dopisivanje Albe Vidakovića i Stanislava Prepreka.
 Za tisak je na Danima Ilije Okrugića priredio Okrugićeve svjetovne i crkvene popijevke.

## Djela
(izbor)
- pisana:

- Pred tminama, sabrana poezija (Stanislav Preprek, Ivan Balenović, Draško Ređep, Đuro Rajković), 2004.[7]
- Stanislav Preprek: život i djelo, Hrvatsko društvo crkvenih glazbenika, 2006.
- Prilozi za povijest knjižničarstva u Petrovaradinu, 2012.

- glazbena

## Vanjske poveznice
- Umro prof. Đuro Rajković, Srijemska biskupija, Biskupski ordinarijat, 11. prosinca 2012. godine